# Viper (motorfiets)
Viper is een historisch merk van motorfietsen.
De bedrijfsnaam was: Viper Motor Company, Kidderminster.
Dit was een klein Engels merk dat in 1919, kort na de Eerste Wereldoorlog, begon met de productie van motorfietsen. Net als in Duitsland ontstonden na de oorlog zeer veel kleine merken, die hun inbouwmotoren bij grote bedrijven inkochten en met bouwdelen van toeleveranciers zo goedkoop mogelijk gingen produceren. Ze konden meestal alleen in hun eigen regio motorfietsen verkopen, tot de grote merken, die oorlogsproductie hadden gedraaid, zich weer op de markt begaven. Kidderminster ligt onder de rook van Birmingham, waar tientallen motorfietsmerken gevestigd waren, waaronder Norton en BSA.
Viper leverde slechts één model, met een 293cc-JAP zijklepmotor, een Albion versnellingsbak, CAV-magneetontsteking en een Amal-carburateur. Ze had een zogenaamde "chain-cum-belt"-aandrijving, met een ketting naar de versnellingsbak en daarna riemaandrijving naar het achterwiel. In 1922 werd de productie gestaakt.